# Muzică dance
Dance (pronunțat: /dæns/) este un gen muzical dedicat dansului, apărut în special datorită muzicii electronice. 
Muzica dance este un stil al muzicii foarte accesibile publicului și transmise prin mass-media, care este ascultată în cluburi, discoteci, posturi de radio sau televiziune. Termenul "muzica dance" este folosit pentru formulele comerciale ale muzicii electronice. În orice caz, atât muzica dance cât și cea electronica sunt realizate prin tehnologie electronică, folosindu-se calculatorul sau sintetizatoare, și de prea puține ori presupune mai mult de trei instrumente fizice.
Sound-ul muzicii dance este reprodus digital (electronic) cu un ritm 4/4. Muzica dance atinge de la 120 bpm până la 200 bpm, în acestea incluzându-se muzica tehno, trance și house. Uneori muzica dance poate atinge până la 1000 bpm în genurile de tip speedcore.
În general, publicul țintă al acestui tip de muzică sunt tinerii cu vârste cuprinse intre 13 și 29 de ani.
Genul dance nu trebuie confundat cu muzica dance electronică, deoarece muzica dance are un caracter comercial, este o muzică populară, se produce pe bandă rulantă, se pierde foarte repede și trebuie întotdeauna reînnoita.
Piesele dance prind bine în orice locație: în cafenele, în cluburi și discoteci, în baruri, în cofetării, in autobuze, peste tot. De asemenea, stilul house este intens promovat la radio și la TV, reușind să urce audiența prin versurile simple și liniile melodice simple (uneori puerile), care sunt reținute foarte ușor, dar la fel de ușor se și uită.
Muzica dance nu reprezintă o cultură, dar în timp a reușit să devină un bun substitut al lipsurilor posturilor de televiziune sau radio, cel mai bun exemplu în acest sens fiind chiar divertismentul.